# Belváros (Kaposvár)
A Belváros Kaposvár kereskedelmi, idegenforgalmi, oktatási és államigazgatási központja, a városon és a vármegyén túlnyúló vonzáskörzettel.

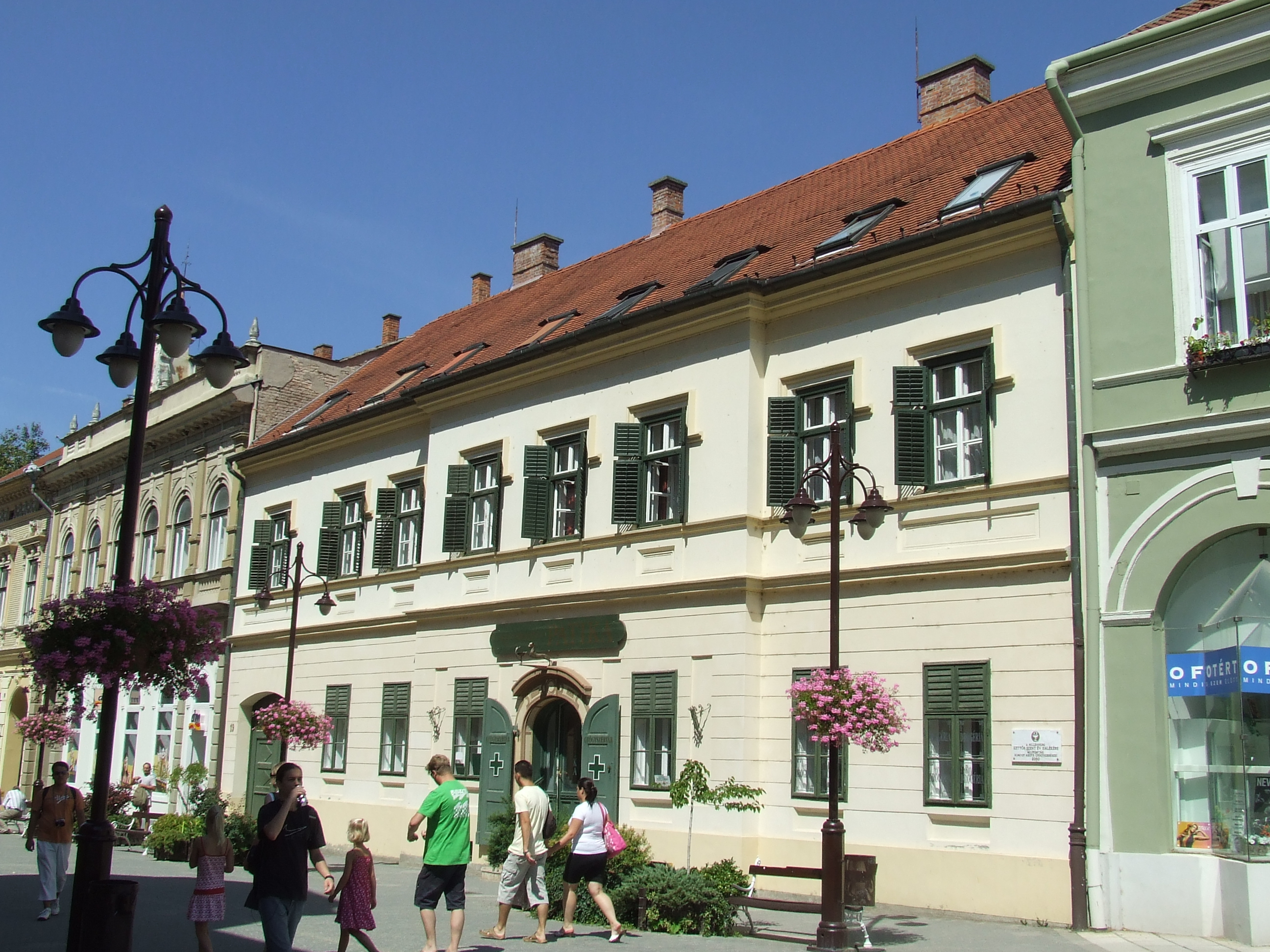
Sétálóutca

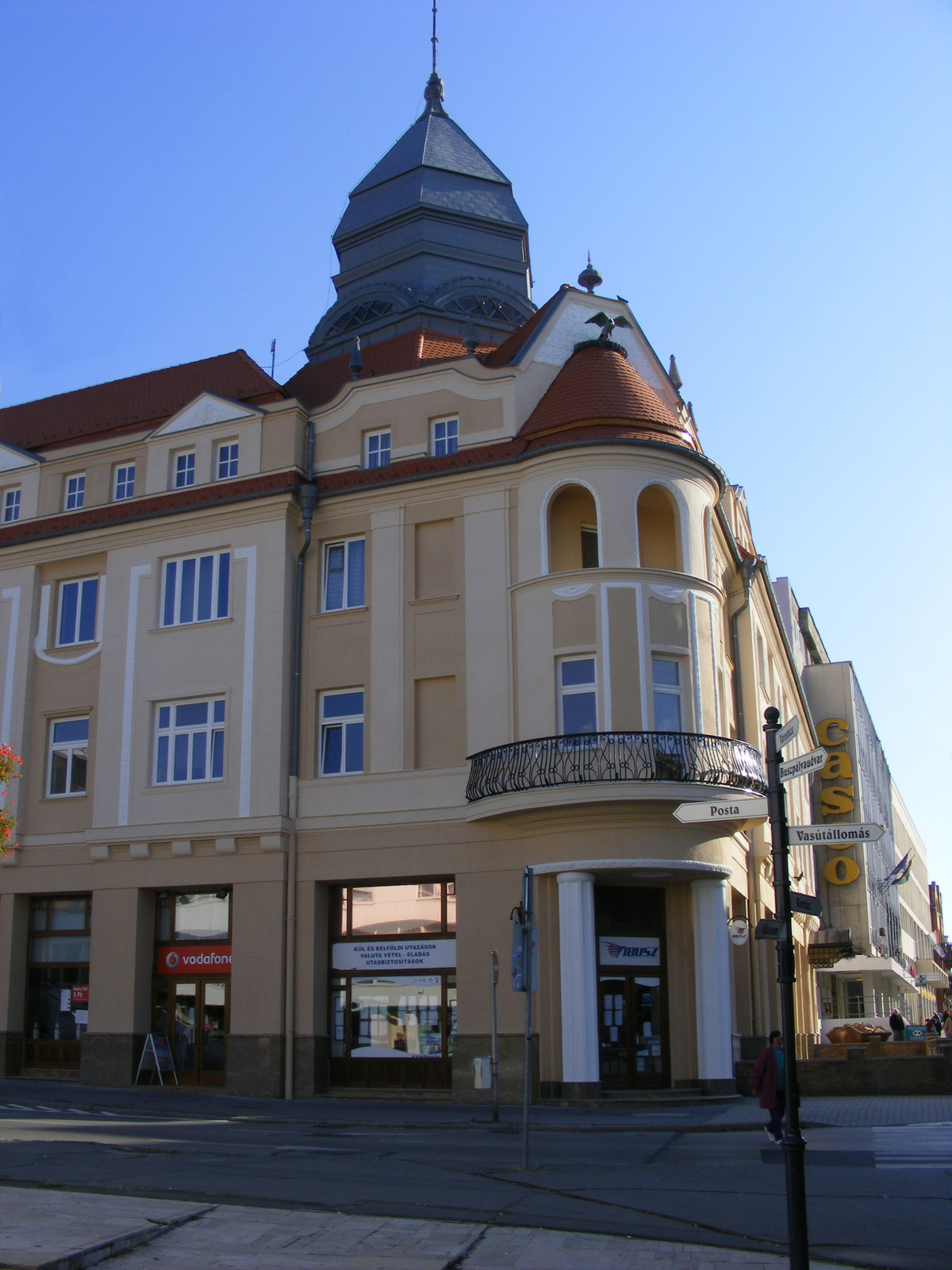
A Hotel Dorottya**** a Széchenyi téren

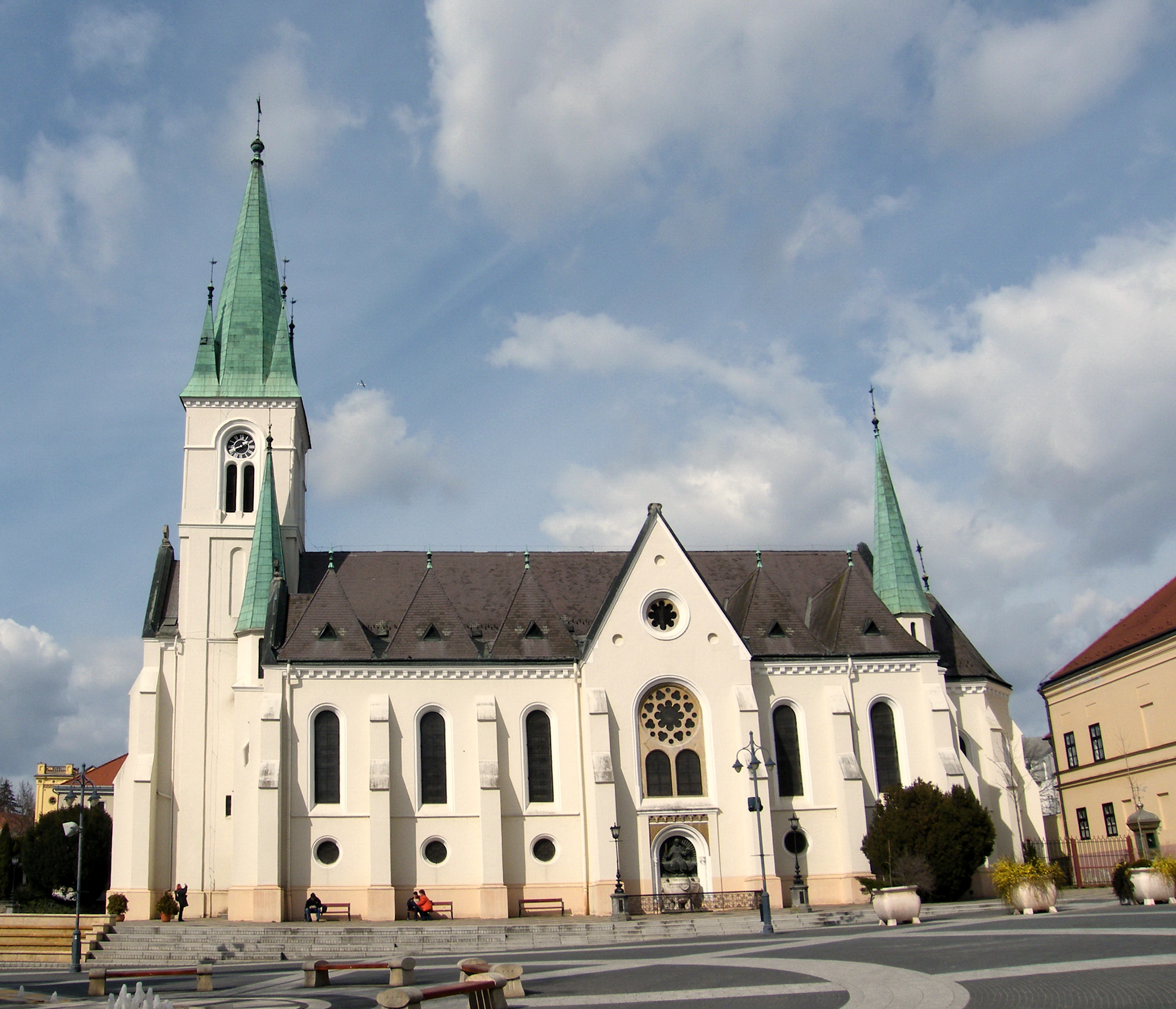
A székesegyház a Kossuth téren

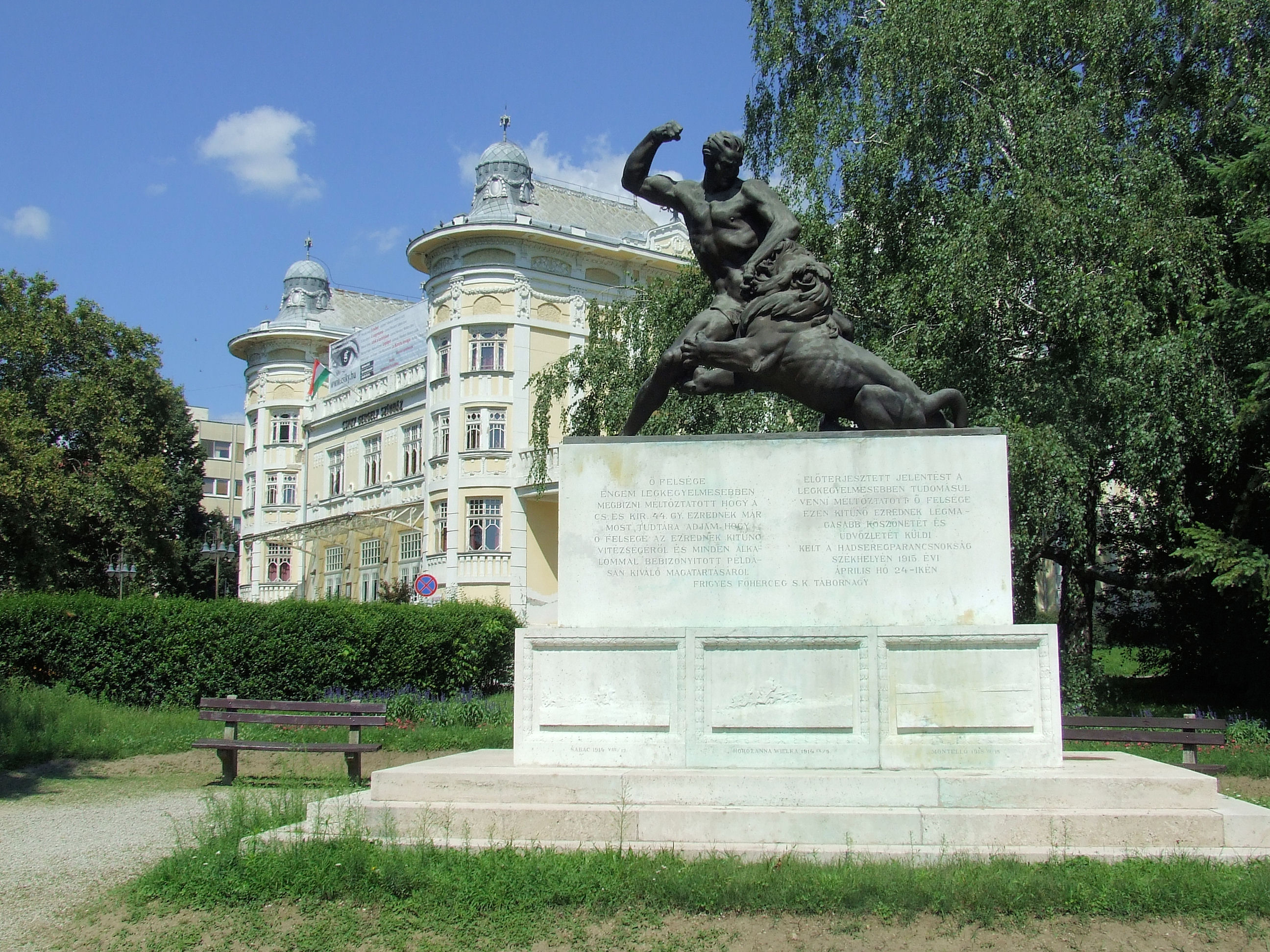
A híres Csiky Gergely Színház

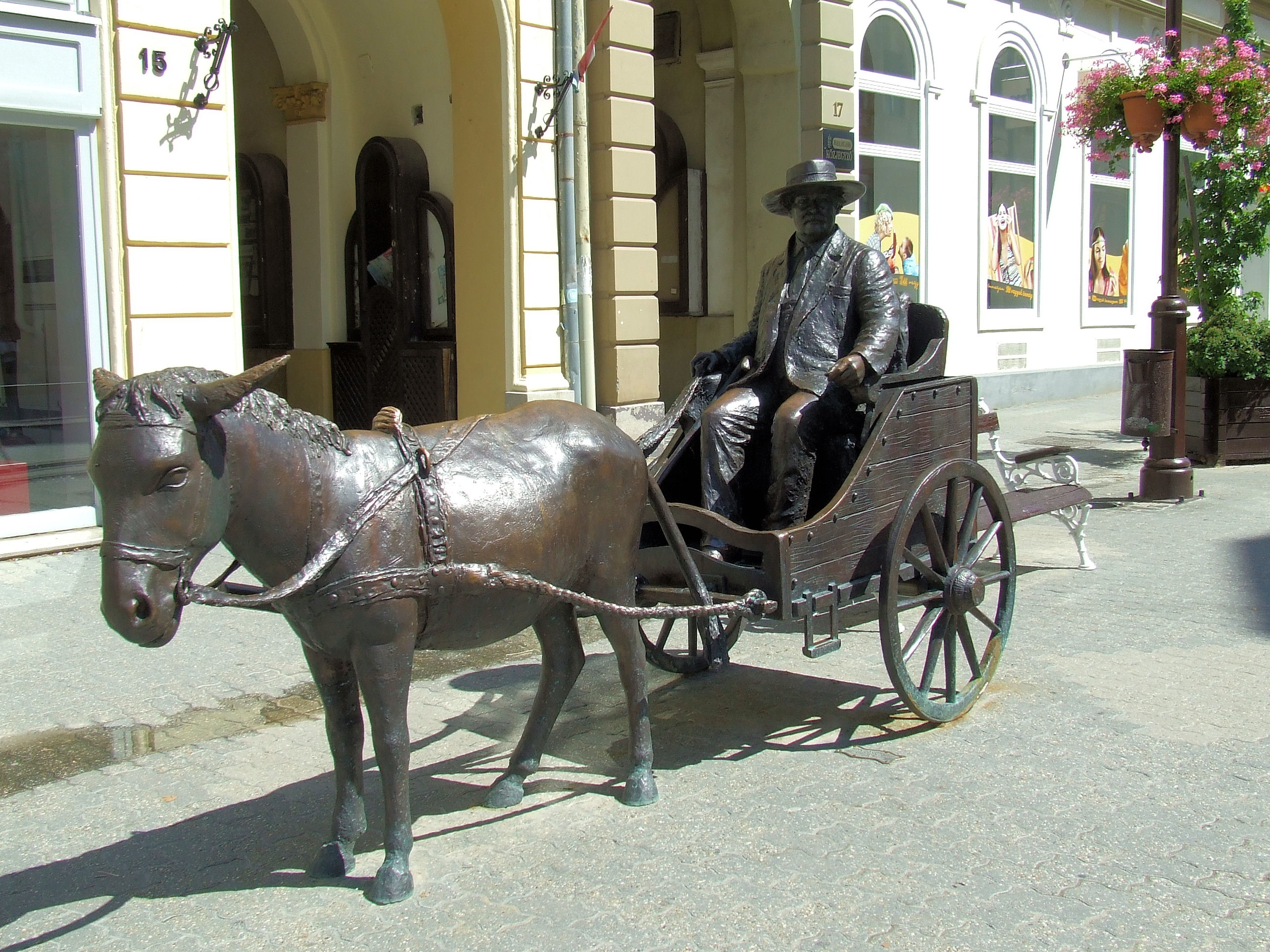
Rippl-Rónai József festőművész szobra a sétálóutcán

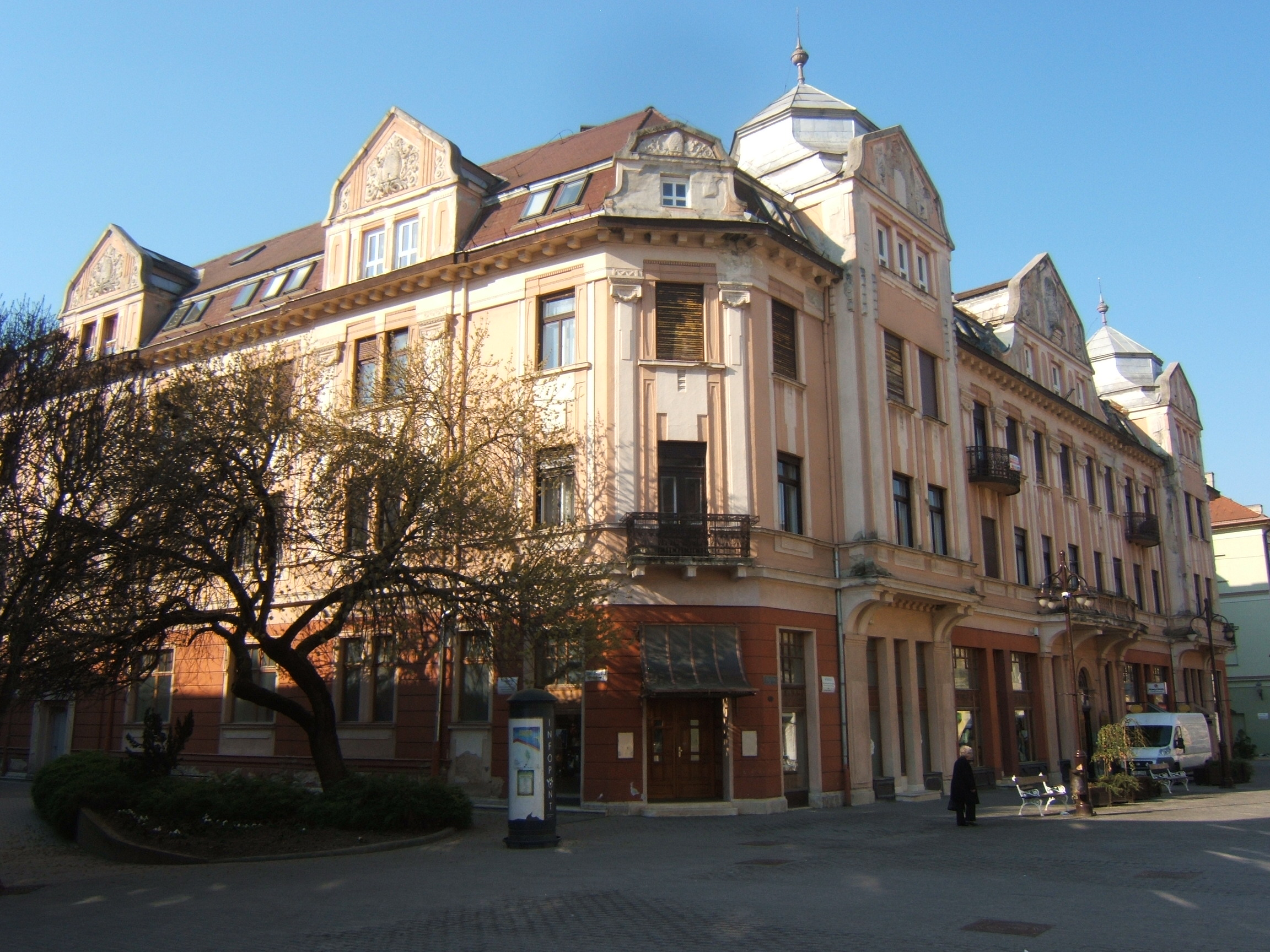
Az Anker-ház a Fő utcán

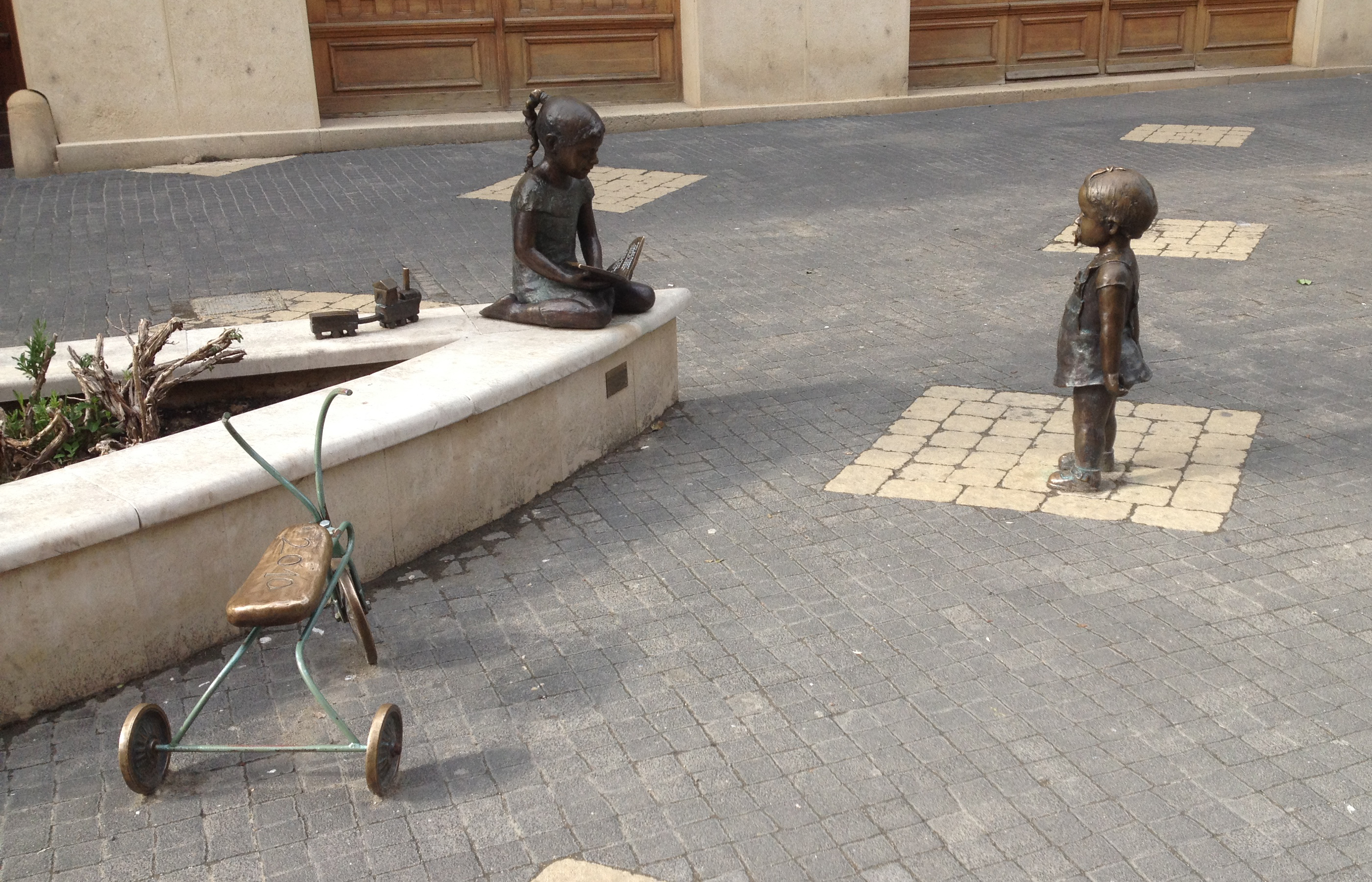
A Játszó gyerekek című szoborcsoport az Ady Endre utcán

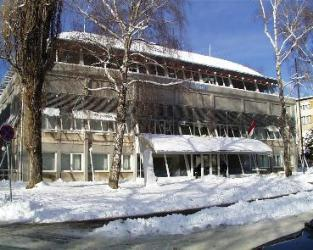
Takáts Gyula Vármegyei Hatókörű Városi Könyvtár

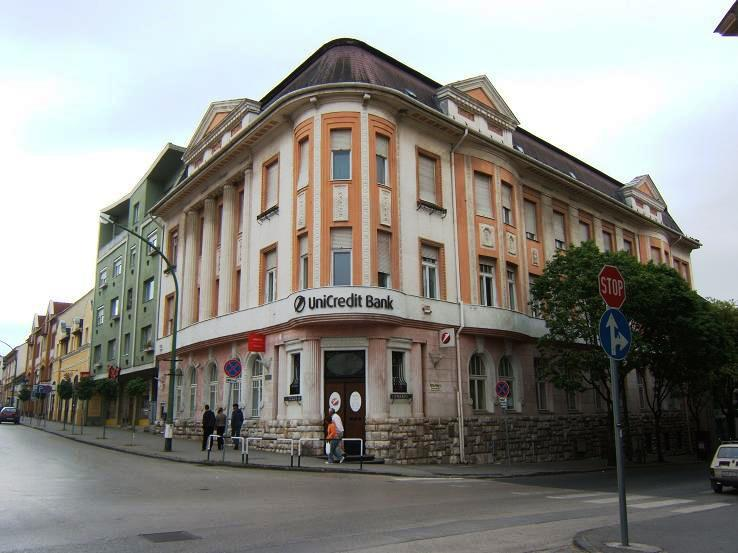
Az egykori Gazdasági és Ipari Takarékpénztár épülete

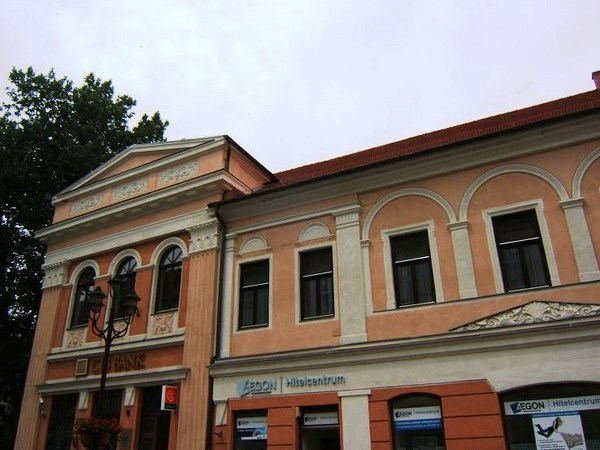
Az egykori Dunántúli Bank és Takarékpénztár székháza

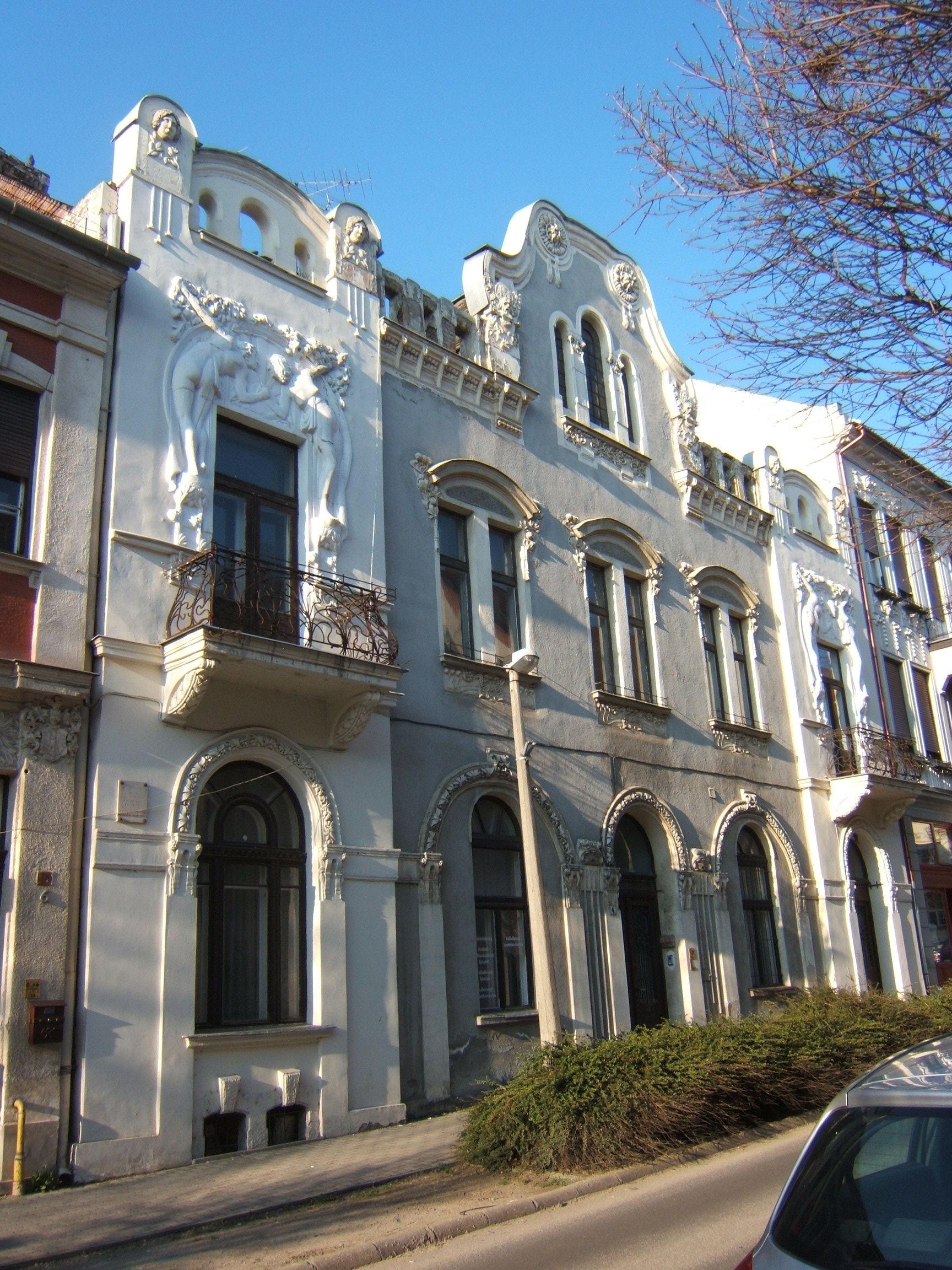
Jellegzetes szecessziós belvárosi épület

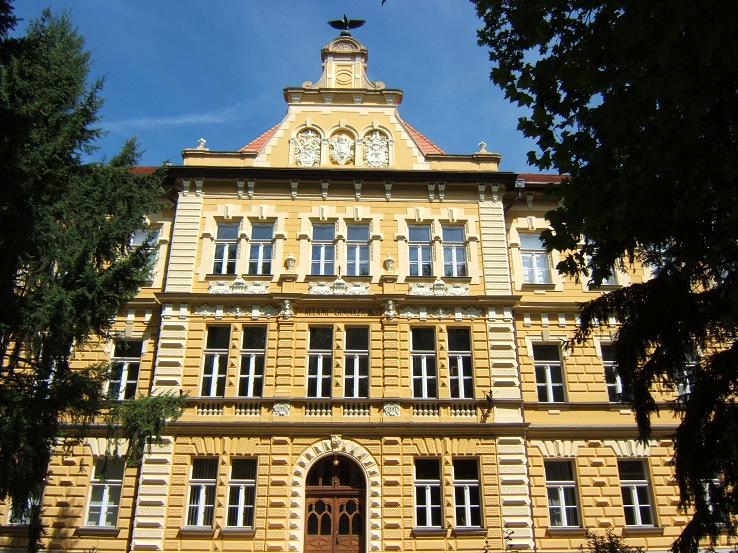
A híres Táncsics Mihály Gimnázium

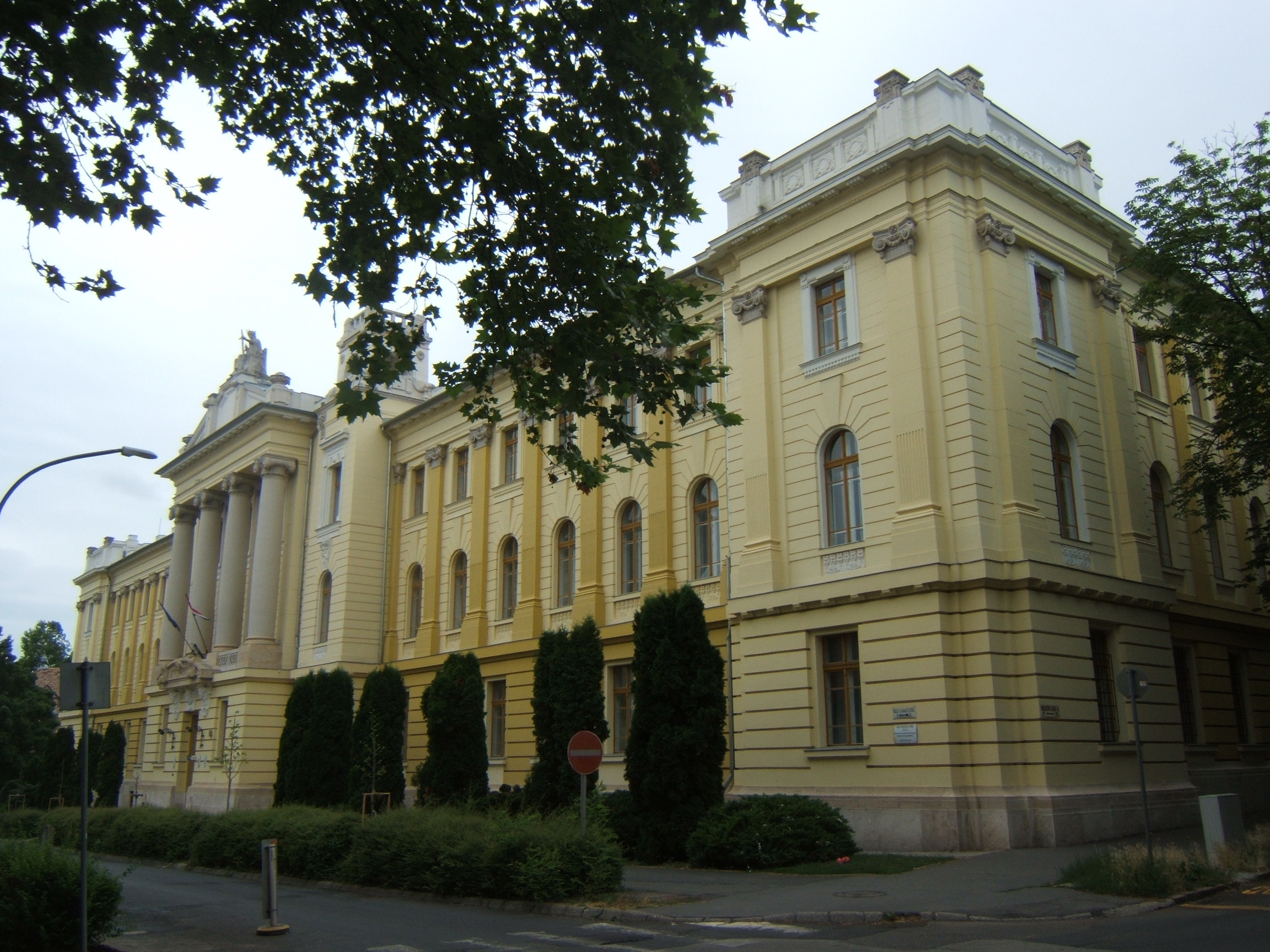
Az Igazságügyi palota

## Fekvése
A városközpont a történetileg kialakult utcák, terek, fasorok, műemléki és helyi védelem alatt álló épületek területe. Az Áchim András utca - Petőfi Sándor tér - Budai Nagy Antal utca - Baross Gábor utca - Hársfa utca - Virág utca - 48-as ifjúság útja - Füredi utca - Berzsenyi Dániel utca által határolt területet foglalja magában. Jelentősebb terei a Kossuth tér, a Széchenyi tér és a Petőfi tér, legfontosabb utcája a Fő utca.

## Nevezetességei
Kaposvár belvárosa építészeti szempontból Európában egyedülálló, mert 220-nál is több eklektikus és szecessziós épület áll itt, sehol máshol nincs ennyi ilyen kis területen. A Belvárosban található a város műemlékeinek mintegy fele. A történelmi városközpontban klasszicista, eklektikus és szecessziós paloták és épületek, illetve tágas sétálóutcák és terek fogadják a látogatót. A közterületeket az utóbbi években teljesen felújították.

### Lakóházak, paloták
- Anker-ház (1913)
- Bereczk-ház, más néven Csipkerózsikás ház (1887)
- Erzsébet-ház
- Kemény-palota (1904)
- Vidor palota

### Középületek
- A kórház első épülete (jelenleg informatikai központ) (1846)
- Csiky Gergely Színház (1911)
- Dorottya-ház (18. század)
- Hotel Dorottya (1910-es évekbeli szecessziós szállodaépület)
- Arany Oroszlán Gyógyszertár (1774) – eleinte barokk stílusú, később romantikus stílusúra átalakítva
- Igazságügyi palota (Kaposvári Törvényszék) (1907)
- Postapalota
- Városháza (1904)
- Vármegyeháza (1832)
- Zárda (1873)
- Az egykori polgári fiúiskola épülete

### Kulturális intézmények
- Csiky Gergely Színház
- Roxínház Kaposvár
- BábSzínTér (bábszínház)
- Déryné Vándorszíntársulat
- Somogy Táncegyüttes (a Somogy Megyei Népi Együttes jogutódja)
- Kaposvári Szimfonikus Zenekar
- Liszt Ferenc Zeneiskola
- Kaposvári Egyetem Művészeti Kar
- Kaposvári Egyetem Kulturális Központ (egykori Latinka Ház)
- Szivárvány Kulturális Központ (Szivárvány Kultúrpalota)
- Együd Árpád Kulturális Központ

### Múzeumok
- Rippl-Rónai Múzeum
- Vaszary Képtár
- Vaszary Emlékház
- Somogyi Sportmúzeum
- Ásványkiállítás
- Steiner-gyűjtemény (öntöttvas kályhák, falikutak, keresztek, háztartási tárgyak)
- Bádogos Ipartörténeti Kiállítás
- Babavilág (porcelánbabák gyűjteménye)
- Somogy Kereskedelme Anno (régmúlt idők kereskedelmi relikviái)
- Bors-Honty Emlékszoba

### Szobrok, emlékművek, szökőkutak, díszkutak
- Mária-oszlop a Kossuth téren
- Zsolnay-kút a Fő utcán
- Szent István-kút a Nagyboldogasszony-székesegyház Kossuth tér felőli oldalán, Bory Jenő alkotása
- Herkules szobor – a 44-es gyalogezred emlékműve a Csiky Gergely Színháznál
- Tündérrózsa – szökőkút a Színház parkban, Gera Katalin szobrászművész alkotása
- A szabadság angyala – 56-os emlékmű Gera Katalin szobrászművész alkotása
- Napkerék – szobor az Európa parkban, Bors István (1938–2003) Munkácsy Mihály-díjas szobrászművész alkotása
- Zsolnay-szökőkút a Berzsenyi parkban
- Rippl-Rónai-kút Medgyessy Ferenc alkotása 1930-ból
- Nagy Imre szobra a Nagy Imre parkban
- Mag – szobor az Együd művelődési központ előtt Kling József szobrászművész alkotása
- Gugyuló Jézus-szobor – 1721-ből származik, többször eltulajdonították, ma a Városházán található, eredeti helyén a másolata van
- Németh István, a városépítő polgármester szobra a Berzsenyi parkban
- Kossuth Lajos szobra (Kossuth tér)
- Petőfi Sándor szobra (Petőfi tér)
- Széchenyi István szobra (Széchenyi tér)

### Templomok, imaházak, plébániák
Római katolikus
- Nagyboldogasszony-székesegyház (1885-1886)
- Szent Imre-templom (1912)

Evangélikus
- Evangélikus templom (1929)

Református
- Református templom (1907)

## Intézmények
Központi jellegéből adódóan a város, a megye és a régió igazgatási szervei főleg ebben a városrészben helyezkednek el. Kaposvár iskolaváros és egyetemi város is, így a bölcsődétől az egyetemig, mindenfajta oktatási intézmény megtalálható a Belvárosban. Az ország egyik póluskórháza, a Kaposi Mór Oktató Kórház is a városközpontban helyezkedik el, számos orvosi rendelővel és klinikával együtt.

## Kereskedelem, szabadidő
A Belvárosban található Kaposváron a legtöbb kereskedelmi és vendéglátóipari egység. Elegáns éttermek, kávézók, plázák, mozik, színházak, könyvtárak, szórakozóhelyek, butikok, nagyáruházak, kiskereskedők és szakboltok egyaránt vannak itt. Itt helyezkedik el a felújított Nagypiac, valamint a többszintes Somogy Áruház is, amely a város első modern bevásárlóközpontja volt.
A városközpontot hangulatos utcák, terek, szökőkutak, szobrok, rengeteg fasor és virágágyás jellemzi. Itt helyezkednek el a város legnagyobb közparkjai, a Berzsenyi park, a Színház park és a Városliget is.
Kaposvárott élénk kulturális élet zajlik. Itt működik az ország egyik legnevesebb színháza, a Csiky Gergely Színház, amelyben évtizedek óta nemzetközileg elismert alkotómunka folyik. A város művészeti és néptáncegyüttesei országhatáron túl is ismertek. Kaposvár minden évben rangos kulturális rendezvényeknek ad otthont. Csokonai Vitéz Mihály Dorottya című vígeposzának eseményeit dolgozza fel például a februári farsangi felvonulás. A márciusi Kaposvári Tavaszi Fesztivál magas művészi színvonalú zenei, színházi előadásokkal és képzőművészeti kiállításokkal várja az érdeklődőket. Minden májusban megrendezik a Festők Városa Hangulatfesztivált - Kaposvár a festők városa: Rippl-Rónai József, Vaszary János és Galimberti Sándor szülővárosa, ezenkívül a városhoz köthető Kunffy Lajos, Zichy Mihály, Bernáth Aurél és Szász Endre is. A júliusi Youth Football Festival során az egész világról érkeznek focicsapatok a somogyi megyeszékhelyre. Az augusztusi Kaposvári Nemzetközi Kamarazenei Fesztivál (Kaposfest) pár év alatt európai hírűvé vált. A kínálatot színesítik a regionális, országos és nemzetközi tudományos konferenciák, találkozók, vásárok, bajnokságok és a lovas világversenyek is.

### Főbb programok, állandó rendezvények
- Kaposvári Tavaszi Fesztivál
- Kaposvári Nemzetközi Kamarazenei Fesztivál
- Kaposvári Farsang - Dorottya Napok
- Rippl-Rónai Fesztivál
- Kaposvári Nyári Színházi Esték
- Kaposvári Mézfesztivál
- Országos Nóta- és Népdaléneklési Verseny
- Nemzetközi Ifjúsági Sportfesztivál
- A Csiky Gergely Színház előadásai
- A Kaposvári Roxínház előadásai
- A Déryné Vándorszíntársulat műsorai
- Bábszínházi előadások (BábSzínTér)
- A Somogy Táncegyüttes műsorai
- Az Együd Árpád Kulturális Központ rendezvényei
- Kaposvári Advent
- Miénk a város!

## Közlekedés
Kaposvár központjaként a Belváros forgalmas, autóktól, buszoktól és gyalogosoktól zsúfolt terület. Itt található a központi vasútállomás és az autóbusz-pályaudvar, illetve a helyi autóbusz-állomás is, amely a helyi járatú buszok nagy részének kiindulópontja és végállomása. A városközpontban sok a szűk, egyirányú utca, és a bicikliút.
Északi széle közelében húzódik a 610-es főút (a 61-es főút régi, a lakott területeket még átszelő nyomvonala), nyugatról pedig a 67-es főút határolja.

### Tömegközlekedés
Az alábbi táblázat a Belváros tömegközlekedési csomópontjait, átszállópontjait tartalmazza. Ezeken a helyeken a helyi járatú autóbuszokon kívül át lehet szállni helyközi vagy távolsági autóbuszokra, illetve vonatokra is.
| Név                       | Átszállási lehetőség                                                         | A közelben található |
| ------------------------- | ---------------------------------------------------------------------------- | --- |
| Helyi autóbusz-állomás    | 1, 3, 4, 5, 7, 8, 8B, 8E, 8Y, 9, 10, 11, 11Y, 12, 13, 14, 15, 18, 31, 81, 91 | Távolsági autóbusz-állomás, Vasútállomás, Rendelőintézet, Szarvas Üzletház, Polgármesteri Hivatal, Járási Hivatal, Szivárvány Kultúrpalota, Corso Bevásárlóközpont, Retro Club, Somogy Áruház, Somogy Pavilonsor, Rippl-Rónai Múzeum, Somogy Vármegyei Levéltár, Somogy Vármegyei Önkormányzat |
| Vasútállomás              | 6, 7, 8, 8B, 8E, 8Y, 9, 10, 18, 81, 91                                       | Vasútállomás, Posta, Csiky Gergely Színház, TIT, Magyar Államkincstár, SZÜV-székház, Somogyterv Irodaház, KSH, Nagypiac |
| Berzsenyi utcai felüljáró | 1, 3, 4, 5, 11, 11Y, 12, 13, 14, 15, 31                                      | Polgármesteri Hivatal, Járási Hivatal, Kapos Hotel, Nagyboldogasszony-székesegyház, Nagyboldogasszony Római Katolikus Gimnázium, Püspöki Palota, Somogyi Hírlap szerkesztősége, Somogyi Sportmúzeum, Munkaügyi Központ ügyfélszolgálata, Széchenyi István Kereskedelmi és Vendéglátóipari Szakképző Iskola, Corso Bevásárlóközpont, Kaposvár Plaza |
| Fő u. 48.                 | 7, 8, 8B, 8E, 8Y, 9, 10, 18, 81, 91                                          | Kodály Zoltán Központi Általános Iskola; Munkaügyi Központ; Kereskedelmi és Iparkamara; Dél-Dunántúli Regionális Fejlesztési Ügynökség; Zichy Mihály Iparművészeti, Ruhaipari Szakképző Iskola és Kollégium |
| Fő u. 37-39.              | 7, 8, 8B, 8E, 8Y, 9, 10, 12, 18, 81, 91                                      | Kaposvári Ruhagyár Rt. egykori épülete, Kodály Zoltán Központi Általános Iskola, Munkaügyi Központ, Hotel Dorottya****, Corso Étterem, OTP Igazgatóság, Somogy Vármegyei Kormányhivatal, Somogy TV, Magyar Nemzeti Bank egykori székháza, Bevándorlási és Állampolgársági Hivatal, Táncsics Mihály Gimnázium, Főposta (Postapalota), Országos Egészségbiztosítási Pénztár, Óvoda, Agóra - Együd Árpád Kulturális Központ, Takáts Gyula Vármegyei Hatókörű Városi Könyvtár |

## Fényképek
- Képeslapok a régi Kaposvárról[halott link]
- Kaposvár Anno
- Kaposvár Retro